# E아시아 어워드
e아시아 어워드(영어: eASIA Award)는 아시아 지역 전자상거래 육성을 위해 아시아전자문서표준화기구(AFACT)에서 제정한 상이다. 주최측 AFACT는 현재 한국을 비롯해 호주 일본 대만 등 17개국 회원들이 참여하고 있다.